# احتيال بواسطة الحاسوب
الاحتيال بواسطة الحاسوب (بالإنجليزية: Computer fraud)‏ هي تلك الممارسة التي تتم باستخدام جهاز الحاسب الآلي لجلب أو تغيير البيانات الإلكترونية، أو أيضاً للحصول على استخدام غير قانوني لجهاز حاسوبي أو نظام معين. في الولايات المتحدة، يُحظر على وجه الخصوص استخدام التحايل والتزوير الحاسوبي بموجب قانون «الاحتيال وإساءة استخدام أجهزة الحاسب»، الذي يجرم الأعمال ذات الصلة بالحاسوب تحت الولاية القضائية الفيدرالية. تشمل أنواع الاحتيال بالحاسب ما يلي: 
- توزيع رسائل البريد الإلكتروني المخادعة والمقرصنة.
- الوصول إلى أجهزة الحاسب غير المصرح به.
- الانخراط في إستخراج البيانات عبر برامج التجسس والبرامج الضارة.
- إختراق أنظمة الحاسب للوصول الغير القانوني والغير مصرح به إلى المعلومات الشخصية، مثل بطاقات الإئتمان أو أرقام الضمان الاجتماعي.
- إرسال فيروسات حاسوبية أو الفيروسات المتنقلة بهدف تدمير أو إتلاف أجهزة حاسوبية أو نظام من طرف آخر.[2]

يُعد التصيّد والهندسة الإجتماعية والفيروسات الحاسوبية وهجمات DDoS تكتيكات وسُبل معروفة إلى حد ما، والتي تُستخدم لتعطيل وحجب الخدمة أو الوصول إلى شبكة أخرى، لكن هذه القائمة ليست شاملة.

## حوادث ملحوظة
فيروس ميليسا / الدودة
ظهر فيروس Melissa على الآلاف من أنظمة البريد الإلكتروني في 26 مارس من عام 1999. الجدير بالذكر أن هذا الفايروس يقوم بالتنكر في كل حالة كرسالة مهمة من زميل أو صديق. تم تصميم هذا الفيروس لإرسال بريد إلكتروني مصاب إلى أول 50 عنوان بريد إلكتروني على دفتر عناوين Microsoft Outlook للمستخدمين، و كل جهاز مصاب يصيب 50 جهاز حاسب إضافي، والذي بدوره يصيب 50 جهاز حاسب آخر. إنتشر فيروس ميليسا بسرعة وبشكل كبير، مما أدى إلى انقطاع كبير في الاتصالات والخدمات العامة. علاوة على ذلك، الكثير من مسؤولي الأنظمة في عدد من الشركات والجهات قد قام بفصل أنظمة الحواسب الخاصة بهم عن الإنترنت، وإضطرت شركات مثل Microsoft و Intel و Lockheed Martin و Lucent Technologies إلى إغلاق بوابات البريد الإلكتروني الخاصة بهم بسبب العدد الهائل من رسائل البريد الإلكتروني التي كان الفيروس ينتجها. 
يعد فيروس «ميليسا» من أكثر الفايروسات انتشارا حتى الآن، حيث تسبب بأكثر من 400 مليون دولار كتعويضات للأعمال في أمريكا الشمالية .  
بعد التحقيق الذي أجرته عدة فروع من الحكومة ومسؤولي تطبيق القانون، نُسب فيروس ميليسا إلى شخص يدعى (ديفيد سميث) ، وهو مبرمج في نيوجيرسي يبلغ من العمر 32 عاماً، واتُهم في النهاية بقضية الاحتيال الحاسوبي. كان سميث واحداً من الأشخاص الأوائل الذين تم الحكم عليهم بتهمة كتابة الفيروسات وبرمجتها، حيث حُكم عليه بالسجن لمدة 20 شهراً وفُرضت عليه غرامة قدرها 5000 دولار. بالإضافة إلى ذلك، وبعد أن يتم إفراجه، أُمر أيضاً بقضاء ثلاث سنوات تحت الإشراف عند الانتهاء من عقوبة السجن. شارك في التحقيق أعضاء في وحدة الجرائم التقنية المتقدمة التابعة لشرطة ولاية نيوجيرسي ، ومكتب التحقيقات الفيدرالي (FBI) ، وقسم الجريمة الحاسوبية والملكية الفكرية التابع لوزارة العدل، وخدمة التحقيق الجنائي للدفاع.

## إنظر أيضاً
- أمن المعلومات
- تدقيق تقنية المعلومات
- الدفاع عن حصان طروادة
- الهجوم السيبراني
- منع الإحتيال عبر الإنترنت
- محقق الإحتيال المعتمد

## روابط خارجية
- أمن المعلومات وحالات الاحتيال في الحاسب والتحقيقات
- بنك الاتحاد السويسري
- قانون كورنيل: الاحتيال في الحاسب والإنترنت